# Museo Municipal Vicús
El Museo Municipal Vicús es un museo arqueológico situado en la ciudad de Piura, departamento de Piura.

Fue inaugurado el 18 de mayo de 2001. El museo alberga 2700 piezas de la cultura vicús.
Cuenta con varias sala destacado: Olleros, Tumba 11, Vicús Intermedio Temprano y Sala Frías.
Cuenta con la sala de oro. La renovación de la sala estuvo a cargo de la museóloga Cristina Vargas y el arquitecto José Cerna. La sala está dividida en "señor de Olleros", “El señor de tumba” 11 y “El tesoro de Frías”. Esta última sala destaca las piezas Venus de Frías y el Idolillo de Frías.